# (1505) Koranna
(1505) Koranna es un asteroide perteneciente al cinturón de asteroides descubierto por Cyril V. Jackson el 21 de abril de 1939 desde el observatorio Union de Johannesburgo, República Sudaficana.

## Designación y nombre
Koranna se designó inicialmente como 1939 HH.
Más tarde fue nombrado por los korannas, un pueblo africano que habita al sur del Kalahari.

## Características orbitales
Koranna orbita a una distancia media de 2,659 ua del Sol, pudiendo alejarse hasta 3,015 ua y acercarse hasta 2,303 ua. Su excentricidad es 0,1338 y la inclinación orbital 14,47°. Emplea en completar una órbita alrededor del Sol 1584 días.